# 비숍 록

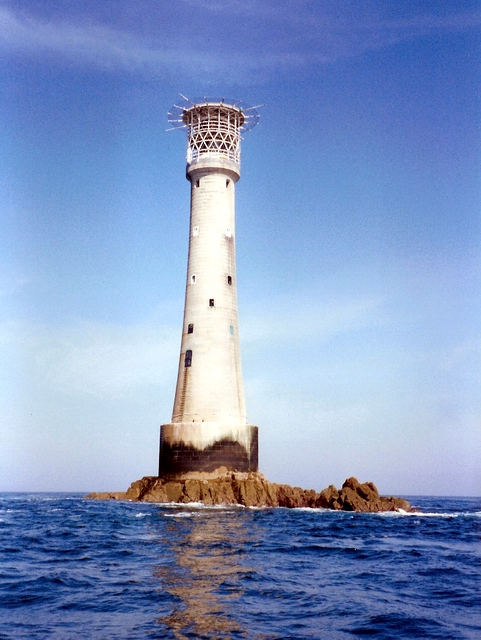
비숍 록의 등대(Bishop Rock Lighthouse)

비숍 록(영어: Bishop Rock 콘월어: Men Epskop)은 대서양에 있는 등대로 유명한 아주 작은 암초이다. 영국의 콘월 반도에서 45km (28mi)에 있는 실리 제도의 가장 서쪽의 부위에 위치한다. 기네스 세계 기록은 비숍 록을 세계에서 건물이 있는 가장 작은 섬으로 기록했다.
기발한 등대의 구성이 1847년에 시작되었으나 완료 전에 물에 의해 침수되었다. 지금의 건물은 1858년에 완료되며 동년 9월 1일에 등대 등이 처음 켜졌다. 헬리 패드가 설치되기 전에 등대의 방문객은 건물 위, 섬 아래에서 기다린 후 보트까지 윈치와 밧줄로 내려가야 했다. 비숍 록은 20세기 초반 동안 원양 정기선에 쓰인 북대서양 항로의 동쪽 끝에도 있으나 서쪽 끝은 뉴욕 베이 만의 입구이다. 대서양 횡단 속도 기록에서 경쟁한 원양 정기선이 택한 노선이었다.

## 등대

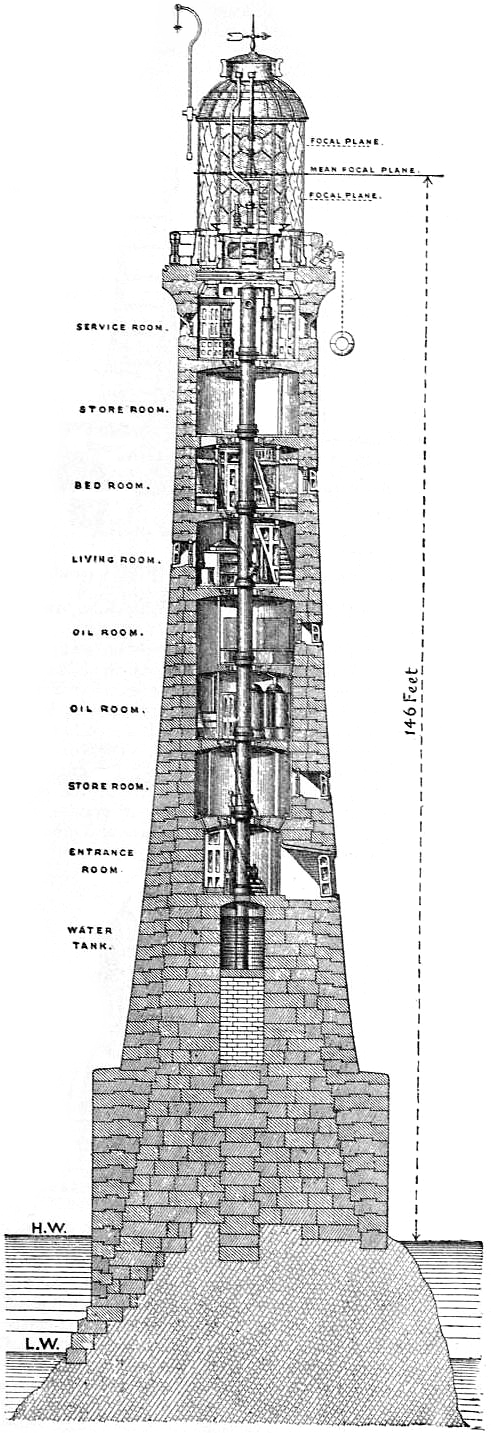
1887년에 재건축된 등대 내부 구조

1818년에 콘월 공작령의 측량 일반에게 만들어진 콘월의 선적 위험에 대한 보고는 위치에 의해 비숍 록 위에서 등대가 지어질 것을 제안했다. 존 레니가 짓기 위해 제안해서 정부는 계획을 중히 여기며 구성이 곧 기대되었다. 제안을 수락하지 않았으나, 등대를 짓고 싶었던 트리니티 하우스는 1843년에 비숍 록을 내려다보며 구성이 시작되었다.